# Corycium excisum
Corycium excisum är en orkidéart som beskrevs av John Lindley. Corycium excisum ingår i släktet Corycium, och familjen orkidéer. Inga underarter finns listade i Catalogue of Life.